# Kruno Ivančić
Kruno Ivančić (Zagabria, 18 gennaio 1994) è un ex calciatore croato, di ruolo attaccante.

## Palmarès

### Club

#### Competizioni nazionali
- Campionato lettone: 1

Spartaks Jūrmala: 2017